# AIGエジソン生命保険
AIGエジソン生命保険株式会社（エイアイジーエジソンせいめいほけん）は、かつて存在していた日本の生命保険会社である。

## 概説

### GEグループの生保会社として発足
1998年（平成10年）2月に、東邦生命保険相互会社の業績が悪化したことから、GEキャピタルサービスの子会社・GEファイナンシャルアシュアランスホールディング社と東邦生命保険相互会社が業務提携を結んで、既存保険契約を除く同社の営業を承継する目的で、GEキャピタル・エジソン生命株式会社を設立。東邦生命の営業権を譲り受け、同年4月1日から営業を開始した。この業務提携の時点では、米国など海外のGEのグループ会社に、GE創設者のひとりトーマス・エジソン(Thomas Edison)の名を社名に含む会社は長らく無かったが、東邦生命は業務提携に際して日本人に発明家として馴染みのあるエジソンの名をあえて社名として付けた。
その後、既存保険契約のみの業務を行なっていた東邦生命が、1999年（平成11年）6月4日に金融監督庁から業務停止命令を受けて経営破綻したため、2000年（平成12年）3月に東邦生命の既存の保険契約を、生命保険契約者保護機構から3750億円の拠出金を受けることで、GEエジソン生命へ包括的に移転した。
2002年（平成14年）には、2月にセゾングループのセゾン生命保険の株式を取得し子会社化し、4月に同社を吸収合併して経営統合した。

### AIGグループの生保会社に
2003年（平成15年）に、GEがGEキャピタル・エジソン生命の売却を決めたことから、同年8月にAIGが同社の全株式を買い受けて子会社化。2004年（平成16年）1月に、商号（社名）がAIGエジソン生命保険株式会社に変更された。
2006年（平成18年）5月に同じAIGグループの日本法人であるAIGスター生命保険との経営統合を合意し、2008年（平成20年）8月29日に合併契約書締結、同年9月16日に両社の臨時株主総会での特別決議を経て、2009年（平成21年）1月1日に両社は合併してAIG生命保険株式会社となることとなった（手続上はAIGエジソン生命が存続会社）。
しかし、合併を目前に控えた2008年（平成20年）9月に、親会社である米・AIGがサブプライムローン問題の影響を受け、経営危機に至る（AIGショック）。そのため、AIGの経営再建策の1つとして、業績が良く高値で売却の見込める日本の生命保険事業3社（当社、AIGスター生命保険、アリコジャパン（現・メットライフ生命保険））を売却することが、同年10月3日に発表された。エジソン生命はAIG株を取得していない事と財務の健全性は保たれている事から、売却されても保険契約者に影響はないとされている。
この件によって、合併計画を延期させざるを得なくなったことから、2009年（平成21年）1月に予定されていた合併は先送りされた。その後、株式譲渡交渉は2009年（平成21年）10月末に中止が発表され、AIGグループの傘下で成長を図ることとしていた。

### 米プルデンシャルによる買収・そして合併
2011年2月1日にアメリカ合衆国のプルデンシャル・ファイナンシャルグループがAIGエジソン生命とAIGスター生命を買収した。プルデンシャル・ファイナンシャル傘下に移行後もAIG側の許可により商号は維持されたが、2012年1月1日に当社・ジブラルタ生命保険（旧・協栄生命保険）・AIGスター生命保険（旧・千代田生命保険）の3社が合併し、ジブラルタ生命保険に商号変更された。一方、銀行窓販チャネルについてはジブラルタ生命の子会社であるプルデンシャル ジブラルタ ファイナンシャル生命保険（旧・大和生命保険）へ移管・統合された。

## 参考
正確には、エジソンは自身の電気照明会社を高額を得て事実上新会社GEに譲渡したものであり、合併後のGEには興味がなく重役会議に3度出ただけであるとされている。また、当然のことながらAIGとエジソンとの間には何の関係性もない。